# Pierre Jean Baptiste Charles van der Aa
Pierre Jean Baptiste Charles van der Aa (31 tháng 10 năm 1770, Haarlem - ngày 12 tháng 5 năm 1812, Leiden) là một luật sư, nhà yêu nước và nhà văn Hà Lan.

## Cuộc đời
Ông sinh ra trong một gia đình mục sư Giáo hội Luther ở Haarlem, là con trai của Christianus Carolus Henricus van der Aa (1718-1793). Năm 1790, ông kết hôn với Francisca Adriana Bartha van Peene, có 5 người con. 
Dưới đây là các con của ông: Christianus Petrus Eliza Robidé van der Aa (1791-1851) và Abraham Jacob van der Aa (1792-1857). Sau khi vợ ông qua đời, năm 1799, ông tái hôn với Antoinette Catharina "Simon Thomas", và có hai con.